# لين غرة
لين غرة ممثلة سورية، خريجة المعهد العالي للفنون المسرحية في سوريا 2017، أول أدوارها في مسلسل "أحمر" مع المخرج جود سعيد.. أهم أدوارها في مسلسل "المهلب بن أبي صفرة" مع المخرج محمد لطفي حيث أدت شخصية ميمونة.

## أعمالها
- 2016: أحمر
- 2018: وحدن
- 2018: المهلب بن أبي صفرة
- 2019: مسافة أمان
- 2019: عبور
- 2019: أثر الفراشة
- 2020: بورتريه
- 2020: المنصة
- 2021: صالون زهرة
- 2021: داون تاون
- 2021: شتي يا بيروت
- 2021: السنونو
- 2021: المنصة 2
- 2021: المنصة 3
- 2021: الظهر إلى الجدار: فيلم
- 2023: كريستال- ورد
- 2024: ولاد بديعة - مروة
- 2024: تارا - نوال